# District de Kemin
Le district de Kemin (en kirghize : Кемин району) est un raion de la province de Tchouï dans le nord du Kirghizistan. Établi en 1936, son chef-lieu est la ville de Kemin. Sa superficie de 3 533 km2 en fait le plus vaste de sa province. 44 118 personnes y résidaient en 2009.

## Géographie
Le district couvre les vallées de la Chong-Kemin, de la Kichi-Kemin et la partie orientale de la vallée de la Tchouï. Quelques petits lacs le parsèment : Chong-Kelter, Chelek, Kosh-Kel, etc. Sa partie orientale est montagneuse ; à l'ouest, s'étend un plateau d'altitude comprise entre 1 000 et 1 600 mètres.
Il touche au nord au Kazakhstan, à l'ouest au district de Tchouï et au sud et à l'est à la province d'Yssyk-köl.

## Climat
Le climat est continental, avec des hivers froids et des été frais. Les températures moyennes de janvier sont de -5 °C à -10 °C, celles de juillet de +17 °C à +18 °C. Les précipitations annuelles moyennes varient de 200 mm sur les plateaux à 600–700 mm en montagne.

## Démographie
En 2009, 36% de la population vit en zone urbaine, 64% en milieu rural.

### Composition ethnique
Selon le recensement de 2009, la population du district comporte une forte minorité Russe :
| Groupe ethnique | Population | Proportion |
| --------------- | ---------- | ---------- |
| Kirghizes       | 37 724     | 85.5%      |
| Russes          | 4 785      | 10.8%      |
| Kazakhs         | 550        | 1.2%       |
| Dounganes       | 170        | 0.4%       |
| Ukrainiens      | 170        | 0.4%       |
| Tatars          | 157        | 0.4%       |
| Ouzbeks         | 133        | 0.3%       |
| Autres groupes  | 429        | 1%         |

## Communautés rurales et villages
Le district de Kemin comprend deux villes :
- Kemin,
- Orlovka,

le centre urbain de Bordunskiy, et 11 communautés rurales (aiyl okmotu), constituées de un ou plusieurs villages :
1. Ak-Tüz
2. Almaluu (villages Kyzyl-Suu (centre), Almaluu et Bordu)
3. Boroldoy
4. Chong-Kemin (villages Shabdan (centre), Kalmak-Ashuu, Kyzyl-Bayrak, Tar-Suu et Tört-Kül)
5. Chym-Korgon (villages Chym-Korgon (centre), Novomikhaylovka et Samansur)
6. Duisheev (village Kichi-Kemin)
7. Ilich (villages Ilyich (centre), Jangy-Jol et Sovetskoye)
8. Jangy-Alysh
9. Kara-Bulak (villages Kara-Bulak (centre), Beysheke, Altymysh et Tchouï)
10. Kok-Oyrok (villages Kayyngdy (centre), Korool-Döbö et Tegirmenti)
11. Kyzyl-Oktyabr (villages Kyzyl-Oktyabr (centre), Ak-Beket, Jel-Aryk, Dorozhnoye, Kashkeleng, Kyz-Kyya, Sasyk-Bulak, Udarnik et Cholok)